# Cijemit
Cijemit is een bestuurslaag in het regentschap Kuningan van de provincie West-Java, Indonesië. Cijemit telt 2187 inwoners (volkstelling 2010).